# Elena Andrieș
Elena Ramona Andrieș (Galați, 21 settembre 1994) è una sollevatrice rumena attiva nella categoria dei pesi gallo (fino a 48/49 kg.).

## Carriera
Elena Andrieș ha disputato i suoi primi campionati europei nel 2009 a Bucarest, classificandosi in settima posizione nella categoria fino a 48 kg. L'anno successivo ha partecipato pure ai campionati mondiali, svolti ad Adalia, terminando in 24ª posizione nella stessa categoria di peso. In occasione degli Europei di Tirana del 2013 è risultata positiva allo stanozololo durante un controllo antidoping, incorrendo in una squalifica di due anni.
Medaglia di bronzo agli Europei di Spalato nel 2017, l'anno seguente si è laureata campionessa europea nei 48 kg e, a seguito della squalifica per doping della thailandese Chayuttra Pramongkhol (1ª classificata al termine della gara), ha vinto la medaglia di bronzo ai Campionati mondiali di Aşgabat nella categoria fino a 49 kg.
Nel 2019 ha confermato il titolo europeo gareggiando nella nuova categoria dei 49 kg.

## Palmarès
- Europei

Spalato 2017: bronzo nei 48 kg.
Bucarest 2018: oro nei 48 kg.
Batumi 2019: oro nei 49 kg.